# Plugușorul

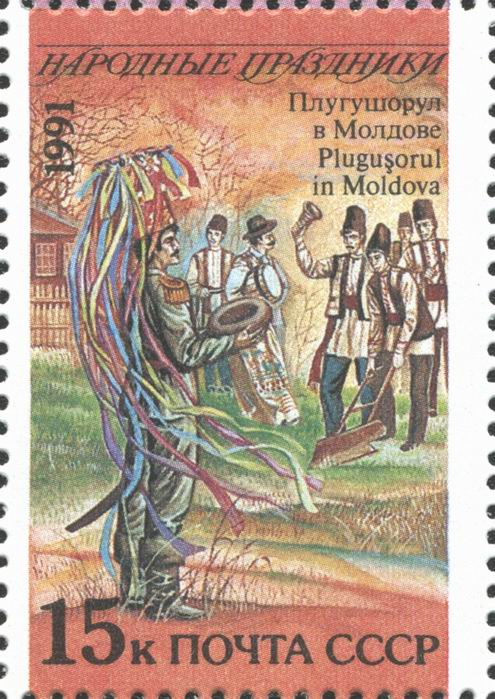
Plugușorul - marcă poștală sovietică din 1991

Urarea cu plugul sau cu buhaiul, Plugușorul cum i se spune în popor, este un străvechi obicei agrar, care se practică și azi, de obicei în Moldova. În ajunul Anului Nou, iar, în multe locuri, chiar în ziua de Anul Nou, ceata de urători formată din patru până la douăzeci de flăcăi sau bărbați însurați de curând, pleacă din casă în casă să ureze cu Plugușorul sau să “hăiască” cum se spune în Moldova. Cu Plugușorul urează astăzi și copiii.